# Panthera
Panthera (Oken, 1816) è un genere di mammiferi carnivori della famiglia dei felidi.
Comprende 5 specie viventi:
- il leone (Panthera leo)
- la tigre (Panthera tigris)
- il leopardo (Panthera pardus)
- il giaguaro (Panthera onca)
- il leopardo delle nevi (Panthera uncia)

Il leopardo delle nevi è stato solo di recente inserito nel genere Panthera. Precedentemente era classificato nel genere Uncia, di cui era l'unico rappresentante.

## Etimologia
Il nome scientifico del genere deriva dal latino panthēra, che è un prestito dal greco πάνθηρ pánthēr. Interpretato paretimologicamente come πᾶς pâs (acc. πᾶν pân) "tutto" e θήρ thḗr "belva", quindi "tutta belva", deve essere invece più correttamente avvicinato al sanscrito puṇḍarīka "tigre", che a sua volta potrebbe derivare da pāṇḍura, "giallo biancastro".

## Evoluzione
Come molti degli appartenenti alla famiglia dei felidi, il genere Panthera è stato soggetto di numerosi dibattiti e revisioni della propria classificazione tassonomica. Alla base del genere vi è probabilmente l'estinto Viretailurus schaubi, che è talvolta classificato altresì come un antico progenitore dei puma. Il genere Panthera si è probabilmente sviluppato nella sua forma attuale all'interno del supercontinente eurasiatico, tuttavia le radici vere e proprie del genere restano poco chiare. La divergenza, all'interno dei felidi, tra panterini (che include gli attuali generi Panthera e Neofelis) e felini si colloca all'incirca tra 6 e 7 milioni di anni fa. I primi resti fossili appartenenti al genere Panthera per come lo conosciamo al giorno d'oggi risalgono da quattro a sei milioni d'anni fa.
Studi sulla morfologia e la genetica del genere suggeriscono che la tigre fu la prima delle recenti specie di Panthera ad essersi distaccata dalla linea evolutiva, anche se i pareri degli esperti restano discordanti lasciando la questione irrisolta. Un felide preistorico, probabilmente strettamente imparentato con il moderno giaguaro, è la Panthera gombaszoegensis, spesso chiamata giaguaro europeo.
Il leopardo nebuloso (Neofelis nebulosa) è generalmente classificato alla base del gruppo dei panterini, ma non è incluso nel genere Panthera.

### Albero filogenetico
L'albero filogenetico del genere Panthera, appartenente alla famiglia dei Felidi (Felidae) e alla sottofamiglia dei Panterini (Pantherinae)
|  | \| \| Panthera leo - Leone \| \| \| \| \| \| Panthera pardus - Leopardo (o Pantera) \| \| \| \| |
|  |                                                                                                 |
|  | Panthera onca - Giaguaro                                                                        |
|  |                                                                                                 |
|  | Panthera leo - Leone                                                                            |
|  |                                                                                                 |
|  | Panthera pardus - Leopardo (o Pantera)                                                          |
|  |                                                                                                 |

|  | Panthera leo - Leone                   |
|  |                                        |
|  | Panthera pardus - Leopardo (o Pantera) |
|  |                                        |

|  | Panthera tigris - Tigre              |
|  |                                      |
|  | Panthera uncia - Leopardo delle nevi |
|  |                                      |

|  | \| \| Panthera leo - Leone \| \| \| \| \| \| Panthera pardus - Leopardo (o Pantera) \| \| \| \| |
|  |                                                                                                 |
|  | Panthera onca - Giaguaro                                                                        |
|  |                                                                                                 |
|  | Panthera leo - Leone                                                                            |
|  |                                                                                                 |
|  | Panthera pardus - Leopardo (o Pantera)                                                          |
|  |                                                                                                 |

|  | Panthera leo - Leone                   |
|  |                                        |
|  | Panthera pardus - Leopardo (o Pantera) |
|  |                                        |

|  | Panthera tigris - Tigre              |
|  |                                      |
|  | Panthera uncia - Leopardo delle nevi |
|  |                                      |

## Tassonomia

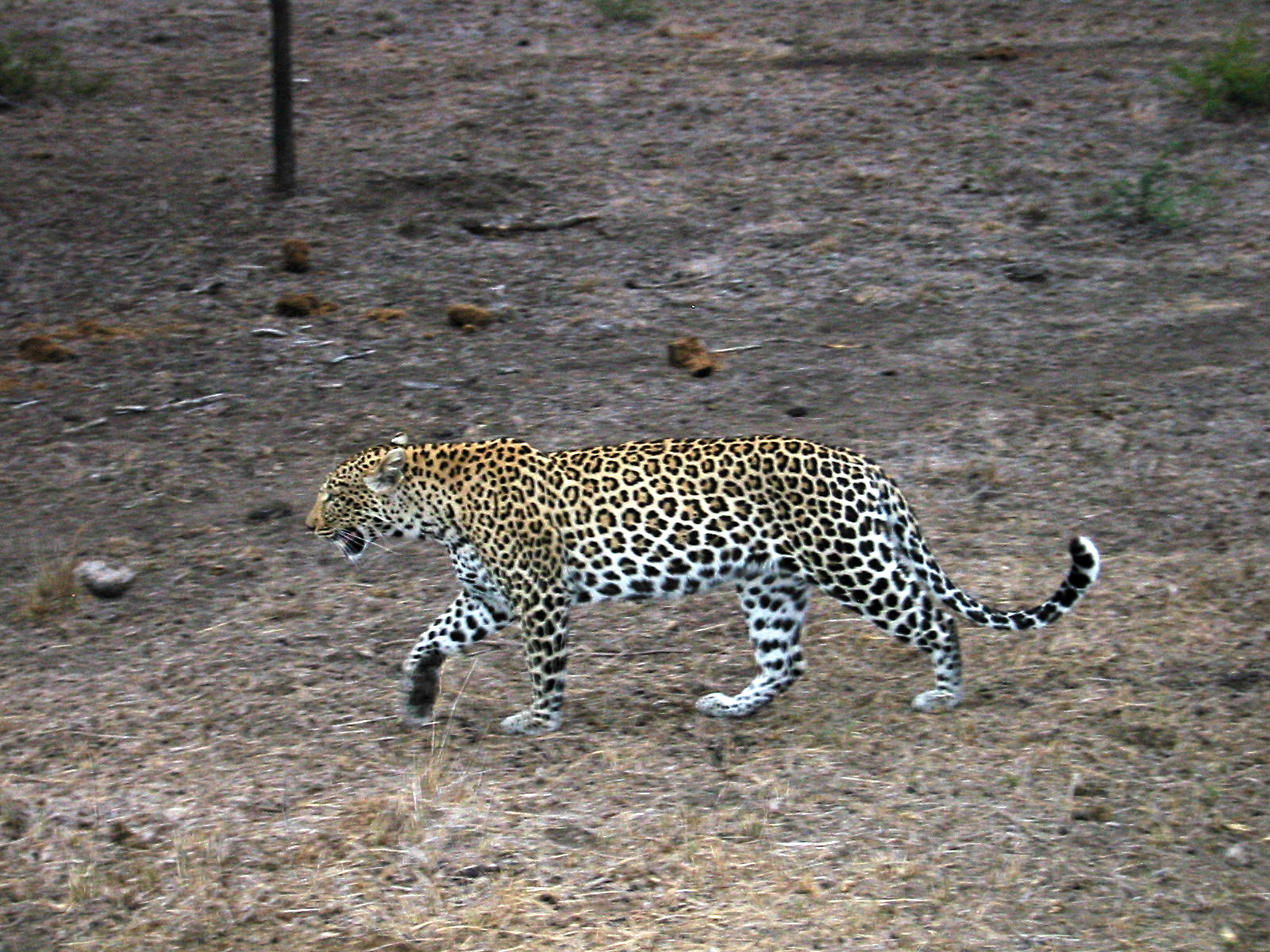
Leopardo

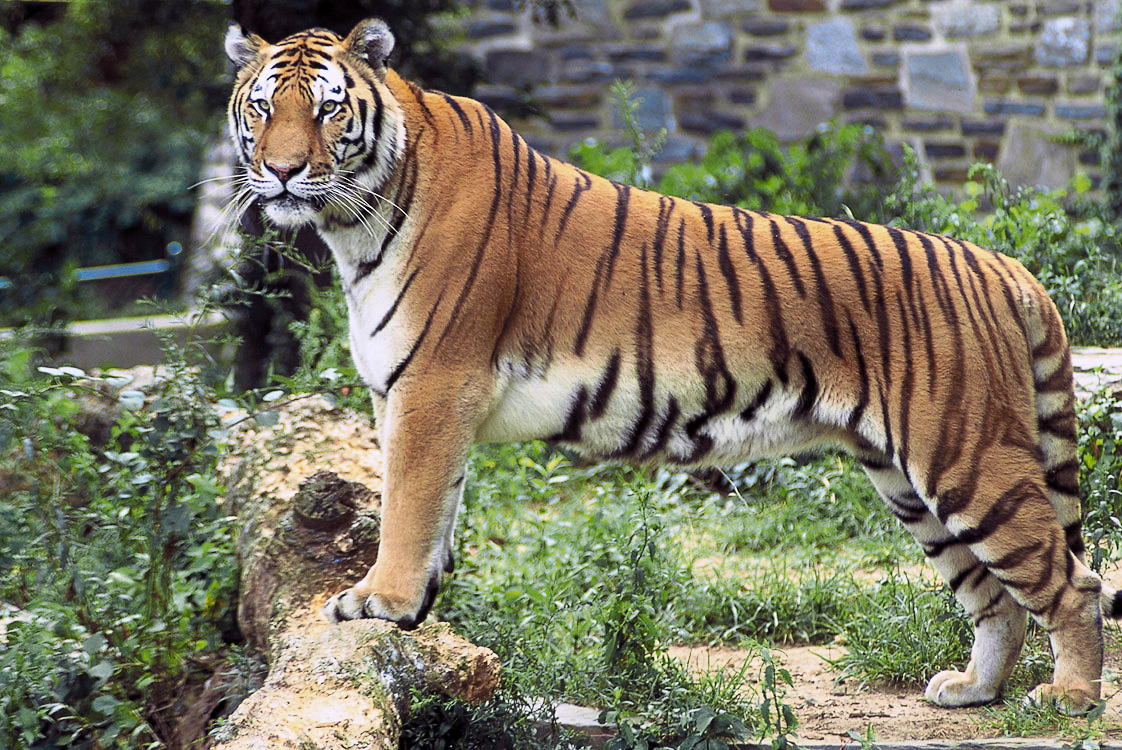
Tigre

- Panthera pardus (leopardo)
  - Panthera pardus pardus
  - Panthera pardus panthera
  - Panthera pardus melas
  - Panthera pardus saxicolor
  - Panthera pardus kotiya
  - Panthera pardus delacouri
  - Panthera pardus fusca
  - Panthera pardus orientalis
  - Panthera pardus ciscaucasica
  - Panthera pardus nimr
  - Panthera pardus japonensis
  - † Panthera pardus jarvisi
  - † Panthera pardus tulliana
  - † Panthera pardus adersi
  - † Panthera pardus lunellensis
  - † Panthera pardus sickenbergi
  - † Panthera pardus vraonensis
  - † Panthera pardus antiqua
- Panthera leo (leone)
  - Panthera leo leo
  - Panthera leo nubica
  - Panthera leo senegalensis
  - Panthera leo azandica
  - Panthera leo bleyenberghi
  - Panthera leo krugeri
  - Panthera leo persica
  - Panthera leo melanochaita
  - † Panthera leo spelaea
- Panthera tigris (tigre)
  - Panthera tigris tigris
  - Panthera tigris corbetti
  - Panthera tigris sumatrae
  - Panthera tigris altaica
  - Panthera tigris jacksoni
  - Panthera tigris amoyensis
  - † Panthera tigris virgata
  - † Panthera tigris sondaica
  - † Panthera tigris balica
  - † Panthera tigris soloensis
  - † Panthera tigris acutidens
  - † Panthera tigris palaeosinensis
- Panthera onca (giaguaro)
  - Panthera onca onca
  - Panthera onca hernandesii
  - Panthera onca veraecrucis
  - Panthera onca centralis
  - Panthera onca goldmani
  - Panthera onca palustris
  - Panthera onca peruvianus
  - Panthera onca paraguensis
  - † Panthera onca augusta
  - † Panthera onca mesembrina
  - † Panthera onca veronis
  - † Panthera onca arizonensis

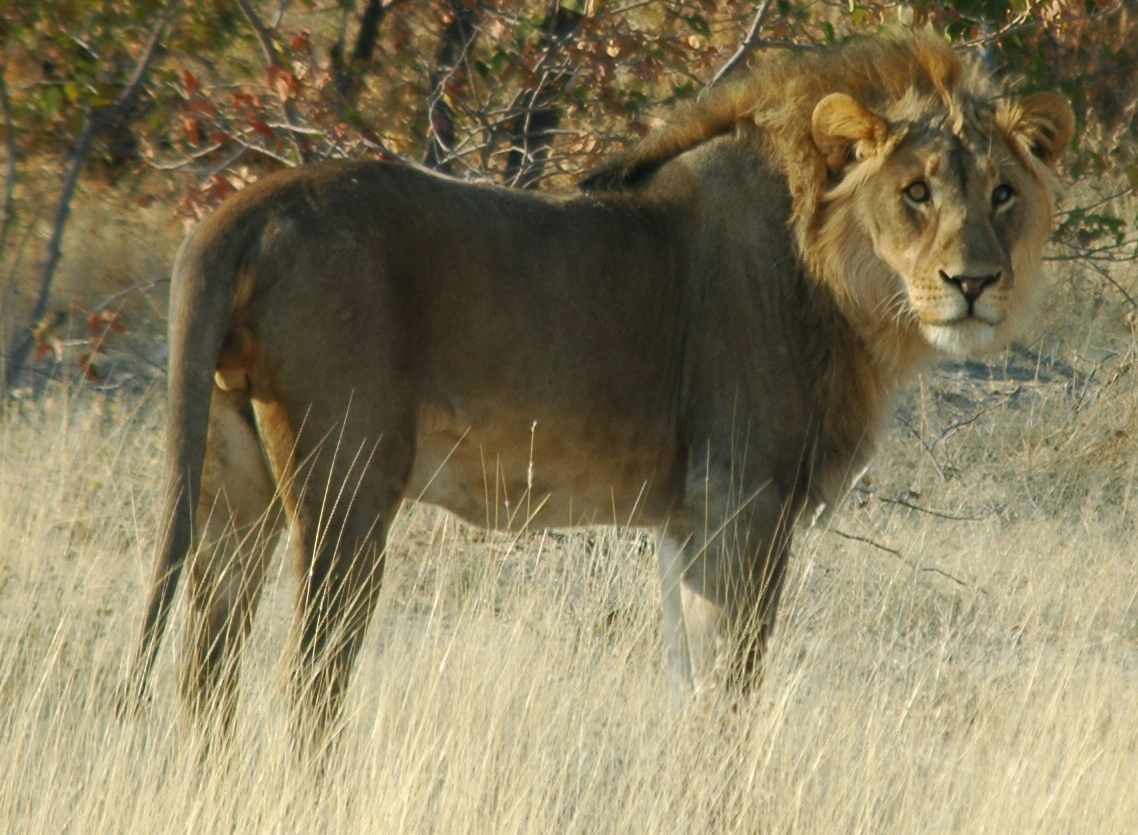
Leone (maschio)

Giaguaro

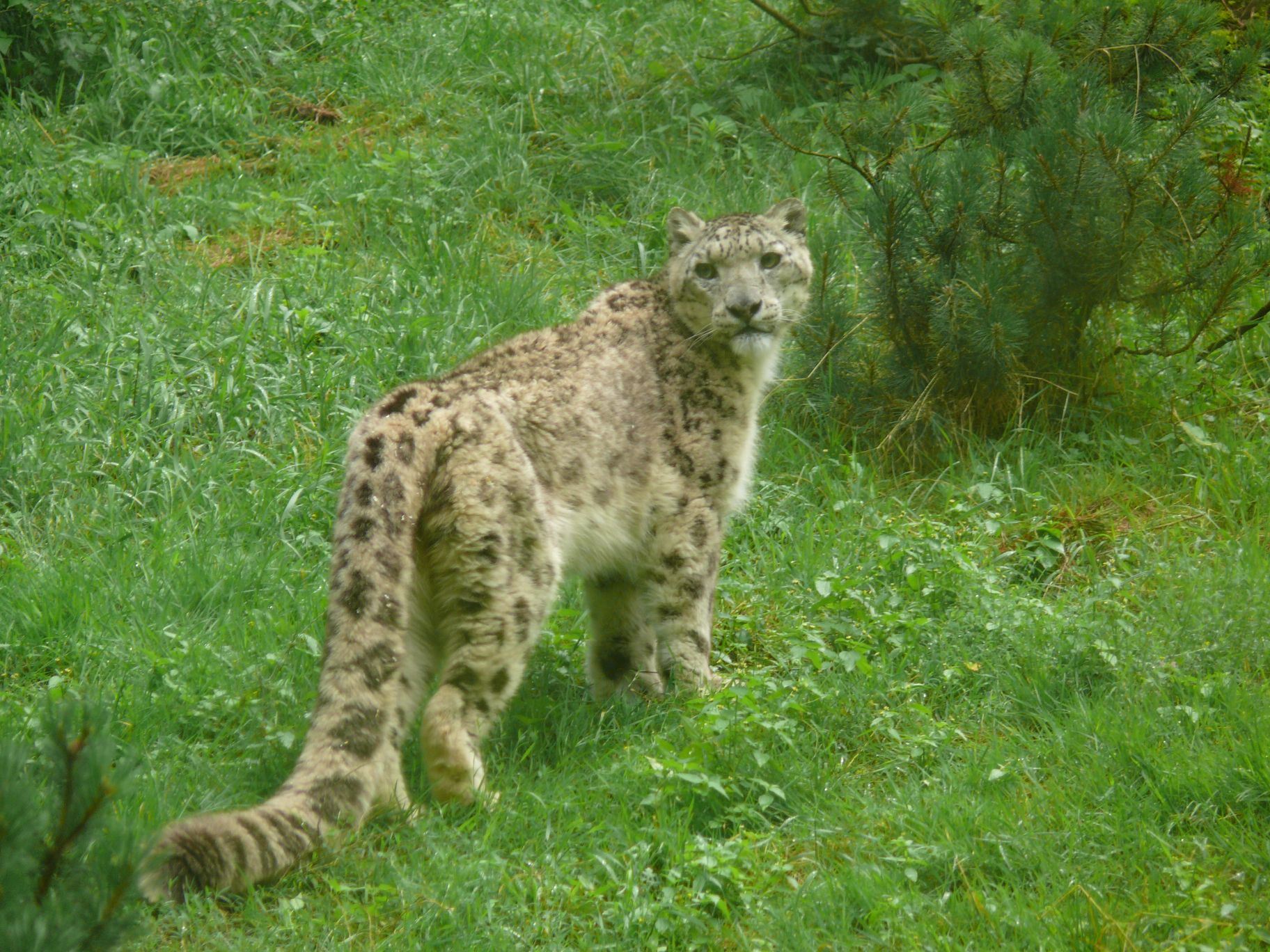
Leopardo delle nevi

- Panthera uncia (leopardo delle nevi)
- † Panthera youngi
- † Panthera atrox (leone americano)
- † Panthera gombaszoegensis o Panthera toscana
- † Panthera blytheae[8]

## Ibridi
Esistono moltissimi animali non appartenenti al genere Panthera, ma sono ibridi tra appartenenti a questo genere:
- tigone - incrocio tra un maschio di tigre e una femmina di leone.
- ligre - incrocio tra un maschio di leone e una femmina di tigre.
- leopone - incrocio tra un maschio di leopardo e una femmina di leone.
- giagupardo - incrocio tra un maschio di giaguaro e una femmina di leopardo.
- giaguone - incrocio tra un maschio di giaguaro e una femmina di leone.
- pumapardo - incrocio tra un maschio di puma (non appartenente al genere Panthera) e una femmina di leopardo.